# Convento di Santa Croce (Batignano)
Il convento di Santa Croce si trova nel territorio comunale di Grosseto, su una collina di fronte all'abitato di Batignano.

## Storia
Il convento fu fatto costruire nella prima metà del Seicento dalla granduchessa Maria Cristina di Lorena, madre del granduca Cosimo II de' Medici, al posto della preesistente chiesa di Santa Lucia distante circa un miglio, fino ad allora sede di una comunità di agostiniani scalzi, che a partire dal 1626 si trasferì nel nuovo complesso.
La granduchessa era molto legata alla figura del venerabile Padre Giovanni Nicolucci da San Guglielmo e, una volta terminati i lavori, emise un bando per la costruzione di un'urna dove potesse essere conservato il corpo del Venerabile.
Il complesso religioso rivestì notevole importanza fino al 1813, anno in cui ne fu decisa la soppressione attraverso un decreto napoleonico. Da allora, la struttura andò incontro ad un inesorabile degrado che ebbe termine soltanto negli ultimi decenni del secolo scorso, quando furono effettuati i lavori di ristrutturazione che trasformarono l'antico convento in abitazione privata.

## Descrizione
Il convento di Santa Croce a Batignano è costituito da una serie di corpi di fabbrica, tra i quali sono ben distinguibili quelli che la chiesa, i locali del convento e il chiostro.
Dell'antica chiesa, originariamente a navata unica con cripta e cappelle laterali, si conserva discretamente l'area absidale, dove gli affreschi furono ricoperti con l'intonaco. Originariamente, l'edificio religioso conservava le reliquie del Padre Giovanni da San Guglielmo che vennero trasferite nella vicina Pieve di San Martino a Batignano, a seguito della soppressione napoleonica del convento.
L'area conventuale si caratterizzava per le abitazioni dei monaci disposte a cella lungo tutto il primo piano.
Il chiostro presenta arcate rivestite in laterizio, con tracce di affreschi nelle lunette attribuiti al pittore amiatino Giuseppe Nasini; sporadicamente, l'area ospita alcune rassegne culturali durante la stagione estiva.